# Jaqueline Weber
Jaqueline Beatriz Weber (* 6. April 1995 in Estrela) ist eine brasilianische Leichtathletin, die sich auf den Mittelstreckenlauf spezialisiert hat.

## Sportliche Laufbahn
Erste internationale Erfahrungen sammelte Jaqueline Weber im Jahr 2012, als sie bei den Jugendsüdamerikameisterschaften in Mendoza in 4:57,63 min den siebten Platz im 1500-Meter-Lauf belegte. Im Jahr darauf konnte sie ihr Rennen bei den Juniorensüdamerikameisterschaften in Resistencia nicht beenden und 2016 belegte sie bei den Ibero-Amerikanischen Meisterschaften in Rio de Janeiro in 2:10,32 min den fünften Platz im 800-Meter-Lauf. Anschließend wurde sie bei den U23-Südamerikameisterschaften in Lima in 2:13,75 min Vierte über 800 Meter. 2021 startete sie über 1500 Meter bei den Südamerikameisterschaften in Guayaquil und klassierte sich dort nach 4:18,67 min auf dem vierten Platz und im Jahr darauf gewann sie bei den Hallensüdamerikameisterschaften in Cochabamba in 4:49,42 min die Bronzemedaille hinter den Bolivianerinnen Jhoselyn Camargo und Tatiana Poma und über 800 m musste sie sich in 2:18,58 min nur der Uruguayerin Déborah Rodríguez geschlagen geben. Im Mai belegte sie bei den Ibero-Amerikanischen Meisterschaften in La Nucia in 2:05,76 min den sechsten Platz über 800 Meter und im Oktober nahm sie erstmals an den Südamerikaspielen in Asunción teil und gewann dort in 2:08,97 min die Silbermedaille über 800 Meter hinter Déborah Rodríguez und musste sich in 4:17,50 min über 1500 Meter den Argentinierinnen Fedra Luna und Mariana Borelli geschlagen geben.
2023 belegte sie bei den Südamerikameisterschaften in São Paulo in 2:04,87 min den vierten Platz über 800 Meter und wurde auch über 1500 Meter in 4:18,10 min Vierte. Anschließend schied sie bei den Weltmeisterschaften in Budapest mit 4:14,46 min in der ersten Runde über 1500 Meter aus. Im Oktober gelangte sie bei den Straßenlauf-Weltmeisterschaften in Riga nach 4:50:11 min auf Platz 24 über die Meile und im November belegte sie bei den Panamerikanischen Spielen in Santiago de Chile in 2:04,99 min den vierten Platz über 800 Meter. Im Jahr darauf kam sie bei den Hallenweltmeisterschaften in Glasgow mit 2:05,17 min nicht über den Vorlauf hinaus. Im Mai gewann sie bei den Ibero-Amerikanischen Meisterschaften in Cuiabá in 2:01,64 min die Silbermedaille über 800 Meter hinter der Chilenin Berdine Castillo. 2025 siegte sie in 2:10,46 min bei den Hallensüdamerikameisterschaften in Cochabamba.

## Persönliche Bestleistungen
- 800 Meter: 2:01,54 min, 17. Juni 2023 in Meilen
  - 800 Meter (Halle): 2:05,17 min, 1. März 2024 in Glasgow
- 1500 Meter: 4:14,46 min, 19. August 2023 in Budapest
  - 1500 Meter (Halle): 4:49,42 min, 19. Februar 2022 in Cochabamba (nationale Bestleistung)